# Bundesstraße 474
Pour les articles homonymes, voir Route 474.
La Bundesstraße 474 est une Bundesstraße du Land de Rhénanie-du-Nord-Westphalie.

## Géographie
La route traverse le Münsterland et le nord de la Ruhr.

## Histoire
La B 474 est établie au début des années 1960 pour améliorer le réseau routier fédéral. Au fil du temps, elle est remplacée à certains endroits par des rocades. Depuis l'achèvement du contournement de Dülmen, la B 474 est acheminée sur l'A 43 entre les jonctions de Dülmen et de Dülmen-Nord, où elle atteint l'ancienne route de desserte B 474n, déjà achevée avec la construction de l'autoroute ; l'ancienne tournée à travers Dülmen est supprimée.
La connexion ouest encore manquante à l'AS Dülmen Nord, conçue comme une feuille de trèfle, dans la planification de la B 67, section Reken-Dülmen, sera terminée en 2025.
Il est prévu de construire une autre section de la B 474 dans la région nord de la Ruhr. Elle est destinée à prolonger l'A 45 de l'échangeur autoroutier de Dortmund-Nordwest après Waltrop jusqu'à la B 235 au nord de Datteln et à soulager la B 235 à Datteln et la Landesstraße 609 à Waltrop. La planification est présentée sous le titre de travail B 474n et déclenche des protestations parmi les résidents de Waltrop concernés. Le contournement de Datteln est maintenant approuvé, la construction a commencé en octobre 2019.
Le tronçon entre l'A 31 (AS Legden/Ahaus) et la B 54 près de Gronau est déclassé en Landes-, Kreis- und Gemeindestraße le 1er janvier 2010.

## Source
- (de) Cet article est partiellement ou en totalité issu de l’article de Wikipédia en allemand intitulé « Bundesstraße 474 » (voir la liste des auteurs).

1. ↑  (de) Horst Andresen, « Zwei B 67 n-Teilabschnitte bis 2023 fertig », sur Borkener Zeitung, 2021 (consulté le 23 mars 2022)
2. ↑  (de) Fabian Hollenhorst, « Umgehungsstraße B474n: Waltroper Grüne kämpfen weiter gegen den Bau », sur Dattelner Morgenpost, 2021 (consulté le 23 mars 2022)